# Диес Гонсалес, Роса
Ро́са Ди́ес Гонса́лес (исп. Rosa Díez González; род. 27 мая 1952, Гуэньес) — испанский политик, основатель и председатель партии «Союз, прогресс и демократия». Депутат испанского парламента с 2008 года. Депутат Европейского парламента в 1999—2007 годах от ИСРП.

## Биография
Родом из семьи баскского металлурга, который при Франко был приговорён к казни за членство в запрещённой социалистической партии, но позднее казнь была заменена на тюремное заключение. В 1977 году Диес Гонсалес вступила в ставшую легальной ИСРП и занимала в ней различные должности. В 1979—1983 годах была депутатом бискайского парламента, затем до 1987 года входила в состав правительства провинции. В 1986 году Диес Гонсалес была избрана в региональный парламент автономного сообщества Страна Басков.
В 1997 году баскская террористическая организация ЭТА совершила покушение на Росу Диес Гонсалес с помощью бомбы, спрятанной в почтовом отправлении. Из-за ошибки в конструкции бомба не сработала.
К 2006 году несогласие Диес Гонсалес с политикой ИСРП в отношении ЭТА стало очевидным. Коллеги по партии обвинили её в поддержке консервативной оппозиции из Народной партии. Диес Гонсалес укрепила свои связи с политическими и общественными организациями, выступавшими против баскского и каталанского сепаратизма и в августе 2007 года заявила о выходе из ИСРП и учреждении новой партии «Союз, прогресс и демократия». Одновременно Роса Диес Гонсалес сдала свой депутатский мандат в Европарламенте. Партия «Союз, прогресс и демократия» была основана 29 сентября 2007 года, в её поддержку выступили, в частности, испанский философ Фернандо Саватер и проживающий в Испании перуанский писатель Марио Варгас Льоса. На выборах в Конгресс депутатов 2008 года партия «Союз, прогресс и демократия» получила одно кресло, которое заняла Роса Диес Гонсалес.